# Deadache
Deadache es el quinto disco de la banda y el cuarto álbum de estudio de la banda de hard rock y metal finlandesa Lordi. El disco salió a la venta el 29 de octubre de 2008 con el sencillo "Bite it like a bulldog". Para la venta de este disco la banda cambió sus trajes y sus máscaras. El álbum llegó a ser lanzado en 30 países en la primera semana de la publicación. En noviembre de 2008, el disco llegó a vender 1700 copias en Estados Unidos.

## Lista de canciones
| N.º | Título                             | Letras                | Música                | Duración |  |
| 1.  | «Scarctic Circle Gathering IV»     | Mr. Lordi             | Mr. Lordi             | 0:42     |  |
| 2.  | «Girls Go Chopping»                | Mr. Lordi, Tracy Lipp | Mr. Lordi             | 4:02     |  |
| 3.  | «Bite It Like a Bulldog»           | Mr. Lordi             | Mr. Lordi, OX         | 3:29     |  |
| 4.  | «Monsters Keep Me Company»         | Mr. Lordi             | Mr. Lordi, Kita, Amen | 5:28     |  |
| 5.  | «Man Skin Boots»                   | Mr. Lordi, Lipp       | Mr. Lordi             | 3:42     |  |
| 6.  | «Dr. Sin Is In»                    | Mr. Lordi             | Kita, Amen            | 3:37     |  |
| 7.  | «The Ghosts of the Heceta Head»    | Mr. Lordi, Lipp       | Mr. Lordi, Amen       | 3:48     |  |
| 8.  | «Evilyn»                           | Mr. Lordi             | Mr. Lordi             | 4:00     |  |
| 9.  | «The Rebirth of the Countess»      | Mr. Lordi, Awa        | Awa                   | 1:59     |  |
| 10. | «Raise Hell in Heaven»             | Mr. Lordi, Lipp       | Mr. Lordi             | 3:32     |  |
| 11. | «Deadache»                         | Mr. Lordi, Lipp       | Mr. Lordi             | 3:28     |  |
| 12. | «The Devil Hides Behind Her Smile» | Mr. Lordi, Lipp       | Mr. Lordi             | 4:12     |  |
| 13. | «Missing Miss Charlene»            | Mr. Lordi, Lipp       | Mr. Lordi, PK Hell    | 5:10     |  |

Pistas adicionales

| Versión digipack |                       |                 |            |          |  |
| N.º              | Título                | Letras          | Música     | Duración |  |
| 14.              | «Hate At First Sight» | Mr. Lordi, Lipp | Amen, Kita | 3:33     |  |

| Versión finlandesa |             |                                              |         |          |  |
| N.º                | Título      | Letras                                       | Música  | Duración |  |
| 15.                | «The House» | Mr. Lordi, Lipp (Letra original por Neumann) | Neumann | 4:15     |  |

| Versión iTunes |                  |                 |           |          |  |
| N.º            | Título           | Letras          | Música    | Duración |  |
| 16.            | «Dead Bugs Bite» | Mr. Lordi, Lipp | Mr. Lordi | 3:48     |  |

| Versión japonesa |                           |                 |                |          |  |
| N.º              | Título                    | Letras          | Música         | Duración |  |
| 17.              | «Beast Loose In Paradise» | Mr. Lordi       | Mr. Lordi      | 3:10     |  |
| 18.              | «Where's The Dragon?»     | Mr. Lordi, Lipp | Kita, OX, Lipp | 3:01     |  |

El Bonus DVD Japanese Deadache Edition además incluye los siguientes videoclips: 
- "Would You Love a Monsterman?" (2002)
- "Devil Is a Loser" (2003)
- "Blood Red Sandman" (2004)
- "Hard Rock Hallelujah" (2006)
- "Who's Your Daddy?" (2006)
- "Would You Love a Monsterman 2006" (2006)
- "It Snows in Hell" (2006)
- "Bite It Like a Bulldog" (2008)

## Grabación
Lordi comenzó la grabación de Deadache el 7 de mayo de 2008. Para el nuevo álbum el grupo tenía 60 demos para elegir, de ellos, 14 fueron elegidos por la banda y la discográfica para ser grabados. Todos los miembros del grupo han contribuido canciones para el álbum. Las grabaciones se terminaron en junio, y tras ello el grupo se fue de gira por Europa.

## Prensa
Los miembros de la banda Kita y Amen, dijeron las siguientes afirmaciones sobre el nuevo álbum Deadache:

[Kita] "Es un título antiguo. Hemos tenido esta canción ya en los años 90, una canción llamada 'Deadache', y nuestro cantante, Mr. Lordi, creó la palabra completa. Como headache ("dolor de cabeza") y deadache, él escucho que la palabra significaba algo. "[Mr. Amén] "En realidad, el título significa algo. Teníamos sesenta canciones para elegir y elegimos después quince canciones. No creemos ser un director (musical) o cualquier otra cosa, sólo hacemos lo que tenemos." [Kita] "Por lo general, nosotros no pensamos (risas)" [Amén] "Hacemos lo que se sienta bien con él."

## Música
Deadache es un álbum de hard rock melódico, pero tiene un sonido más pesado e incluye más terror que en los temas de los álbumes anteriores de Lordi. El álbum tiene más partes de teclado que "The Arockalypse", y la canción "The Rebirth Of The Countess", compuesta por la teclista de la banda Awa, incluye una parte hablada en francés. La canción "Missing Miss Charlene" incluye el canto de un coro de niños, con el outro (conclusión de la pista), siendo ya grabado en 1986 por Mr. Lordi cuando tenía 12 años y por algunos niños de la ciudad de Rovaniemi.
El órgano en la introducción y de los versos de la canción "The Devil Hides Behind Her Smile" está tomado del "The Phantom of the Opera".

## Créditos
- Mr. Lordi (vocalista)
- Amen (guitarra)
- OX (bajo)
- Kita (batería)
- Awa (piano)

### Créditos adicionales
- El respiro del Bulldog en Bite It Like a Bulldog por Frida.
- Los pasos en Man Skin Boots por Johanna Askola-Putaansuu.

Ambos grabados por Kita en el estudio de Lordi
- Traducción y expresión en The Rebirth Of The Countess por Sandra Mittica
- Coro de niños por Shoemaker's Kids Quire.
- Outro de Missing Miss Charlene realizado por The Bulldox: Dee Oxkiller (Mr. Lordi), P.K. Hell y Eric Schäfer, grabado en 1986.

## Rendimiento
| Año  | Listas             | Semana | Posición |
| ---- | ------------------ | ------ | -------- |
| 2010 | Austria (Top 75)   | 44     | 51       |
| 2010 | Austria (Top 75)   | 45     | 70       |
| 2010 | Suecia (Top 60)    | 45     | 42       |
| 2010 | Finlandia (Top 50) | 45     | 5        |
| 2010 | Finlandia (Top 50) | 46     | 20       |
| 2010 | Finlandia (Top 50) | 47     | 37       |
| 2010 | Alemania (Top 50)  | 45     | 33       |
| 2010 | Suiza (Top 100)    | 45     | 73       |